# أوتو بينزلر
أوتو بينزلر (ولد في 8 يوليو 1942) هو محرر أمريكي المولد لقصص الخيال الغامض.

## سيرته الشخصية
ولد في ألمانيا لأم ألمانية أمريكية وأب ألماني، وانتقل بينزلر إلى ذا برونكس في سن الخامسة بعد وفاة والده. تخرج بينزلر من جامعة ميشيغان، بعد أن درس الأدب الإنجليزي.
شارك في تأليف «موسوعة الغموض والكشف» التي نال عنها جائزة إدغار عام 1977. كما كتب 101 فيلم من أعظم أفلام الغموض والتشويق (2000). بالنسبة لصحيفة نيويورك صن، كتب مسرح الجريمة، وهو عمود أسبوعي شهير من قصص الخيال الغامض استمر لمدة خمس سنوات. عمل مع مؤلفين من بينهم إلمور ليونارد ونيلسون ديميل وجويس كارول أوتس وسو غرافتون وماري هيغينز كلارك وستانلي إلين وروبرت كريس ومايكل كونيلي وجيمس لي بورك وتوماس إتش. كوك.
في عام 2002، استضاف سلسلة تلفزيونية لأفلام الغموض العظيمة لقناة تيرنر كلاسيك موفيز.
قام بتحرير أكثر من خمسين مختارات من روايات الجريمة لكل من إعادة الطبع والقصص التي تم تكليفها حديثًا، بما في ذلك أفضل قصص الغموض الأمريكية المرموقة منذ عام 1997.